# Chondrocladia
Chondrocladia is een geslacht van sponsdieren uit de klasse van de Demospongiae (gewone sponzen).

## Soorten
- Chondrocladia (Chondrocladia) albatrossi Tendal, 1973
- Chondrocladia (Chondrocladia) amphactis (Schmidt, 1880)
- Chondrocladia (Chondrocladia) antarctica Hentschel, 1914
- Chondrocladia (Chondrocladia) arctica (Hansen, 1885)
- Chondrocladia (Chondrocladia) arenifera Brøndsted, 1929
- Chondrocladia (Chondrocladia) asigmata Lévi, 1964
- Chondrocladia (Chondrocladia) burtoni Tendal, 1973
- Chondrocladia (Chondrocladia) clavata Ridley & Dendy, 1886
- Chondrocladia (Chondrocladia) concrescens (Schmidt, 1880)
- Chondrocladia (Chondrocladia) crinita Ridley & Dendy, 1886
- Chondrocladia (Chondrocladia) dichotoma Lévi, 1964
- Chondrocladia (Chondrocladia) fatimae Boury-Esnault & van Beveren, 1982
- Chondrocladia (Chondrocladia) gigantea (Hansen, 1885)
- Chondrocladia (Chondrocladia) gracilis Lévi, 1964
- Chondrocladia (Chondrocladia) guiteli Topsent, 1904
- Chondrocladia (Chondrocladia) koltuni Vacelet, 2006
- Chondrocladia (Chondrocladia) lampadiglobus Vacelet, 2006
- Chondrocladia (Chondrocladia) levii Cristobo, Urgorri & Rios, 2005
- Chondrocladia (Chondrocladia) magna Tanita, 1965
- Chondrocladia (Chondrocladia) michaelsarsi Arnesen, 1920
- Chondrocladia (Chondrocladia) multichela Lévi, 1964
- Chondrocladia (Chondrocladia) nani Boury-Esnault & van Beveren, 1982
- Chondrocladia (Chondrocladia) nicolae Cristobo, Urgorri & Rios, 2005
- Chondrocladia (Chondrocladia) nucleus (Hansen, 1885)
- Chondrocladia (Chondrocladia) pulvinata Lévi, 1993
- Chondrocladia (Chondrocladia) robertballardi Cristobo, Rios, Pomponi & Xavier, 2015
- Chondrocladia (Chondrocladia) schlatteri Lopes, Bravo & Hajdu, 2011
- Chondrocladia (Chondrocladia) scolionema Lévi, 1993
- Chondrocladia (Chondrocladia) vaceleti Cristobo, Urgorri & Rios, 2005
- Chondrocladia (Chondrocladia) verticillata Topsent, 1920
- Chondrocladia (Chondrocladia) virgata Thomson, 1873
- Chondrocladia (Chondrocladia) yatsui Topsent, 1930
- Chondrocladia (Meliiderma) latrunculioides Lopes, Bravo & Hajdu, 2011
- Chondrocladia (Meliiderma) occulta (Lehnert, Stone & Heimler, 2006)
- Chondrocladia (Meliiderma) stipitata (Ridley & Dendy, 1886)
- Chondrocladia (Meliiderma) tasmaniensis Vacelet, Kelly, Schlacher-Hoenlinger, 2009
- Chondrocladia (Meliiderma) turbiformis Vacelet, Kelly, Schlacher-Hoenlinger, 2009
- Chondrocladia (Symmetrocladia) lyra Lee, Reiswig, Austin & Lundsten, 2012